# Előd
Előd je bil po Anonimovih zapisih v Gesta Hungarorum (Dejanja Madžarov) poglavar enega od sedmih madžarskih plemen, ki so leta 895 prišla v Panonsko nižino. 
Elődov odnos do Álmoša, domnevno velikega kneza Madžarov, ki naj bi vladal v drugi polovici 9. stoletja, je opisan v treh nekoliko različnih zapisihː 
- Anonim okoli leta 1215 navaja, da je bil Előd med madžarskim osvajanjem Panonske nižine Álmošev sovoditelj, za Álmoša pa trdi, da je bil Ügyekov sin.
- Gesta Hunnorum et Hungarorum (Dejanja Hunov in Madžarov) Simona iz Kéze (ok. 1283) navaja, da je bil Előd  Álmošev oče.
- Chronicon Pictum (Ilustrirana kronika) pravi, da je bil Előd  Ügyekov sin in Almošev oče.

Előd je bil poglavar madžarskega plemena Nyék, ki je zasedlo ozemlje okoli Blatnega jezera, predvsem območja, ki so danes znana kot županiji Zala in Somogy.